# 9e régiment royal de chars

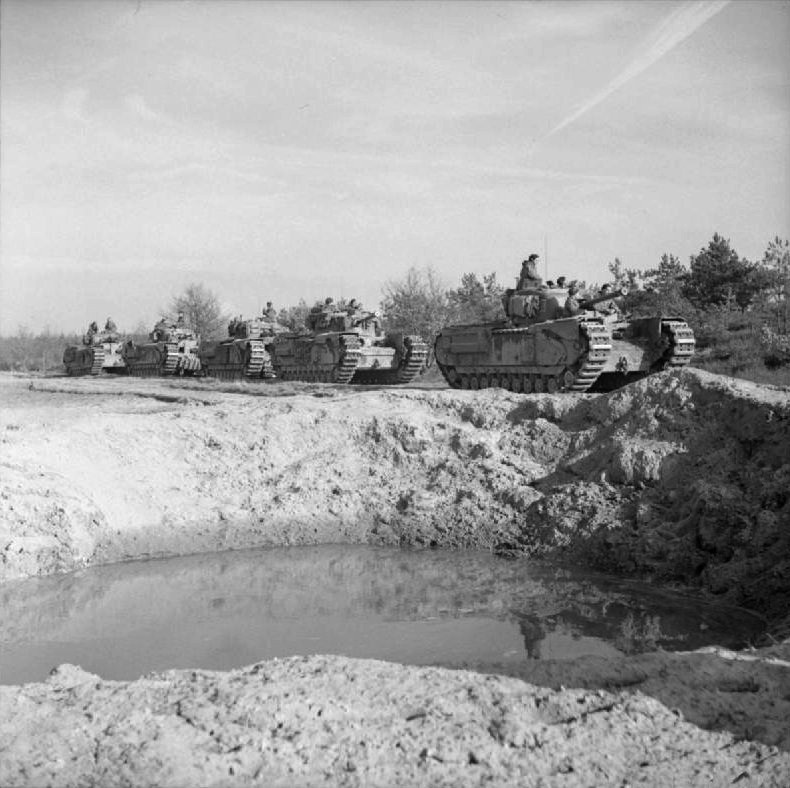
Chars du 9e RTR en Allemagne en 1945.

Le 9e régiment royal de chars britannique (en anglais 9th Royal Tank Regiment) est un régiment blindé de la British Army (armée de terre britannique), qui combattit au cours de la Seconde Guerre mondiale.

## Insigne
Héritier du 9e bataillon du Tank Corps de la Première Guerre mondiale, il conserve jusqu'en 1945 son insigne qui est celui de la 3e division d'infanterie française : une grenade enflammée dans un ceinturon portant la devise Qui s'y frotte s'y brûle.